# 原祐樹
原 祐樹（はら ゆうき、1985年 - ）は、日本のプロデューサー、監督、脚本家、VFXディレクター。

## 略歴
高校在学中から映画制作を始め、大学入学後、劇場映画作品の合成・CGやバラエティ番組のADを始める。
大学卒業後、エイベックス・グループ・ホールディングスに入社。エイベックス&イースト（現 イースト・エンタテインメント）に出向し、『月とキャベツ』や『花戦さ』などで知られる映画監督・篠原哲雄の元で映画作品の助監督を務める。
2014年、プロデューサーとして劇場映画やテレビドラマ、配信ドラマの企画プロデュースを始め、2019年放送のテレビドラマ『スカム』では、企画プロデュース、脚本原案、監督の３役を担い、第57回ギャラクシー賞テレビ部門受賞。

## 受賞歴
- 第11回札幌国際短編映画祭 最優秀国内作品賞・最優秀作曲賞[3]（『どす恋 ミュージカル』プロデューサー）
- 第57回ギャラクシー賞 テレビ部門[4]（『スカム』企画プロデュース・脚本原案・監督）

## 主な作品

### 映画
- カラダ探し（2022年） - 企画・プロデュース[5]
  - カラダ探し THE LAST NIGHT（2025年） - 脚本・プロデューサー[6]

### テレビドラマ
- スカム（2019年） - 企画プロデュース・脚本原案・監督（４～５話）

### 配信ドラマ
- 悪の教典-序章-（2012年、dTV） - 宣伝プロデューサー
- RETURN （2013年、UULA） - 宣伝プロデューサー
- 奇妙な恋の物語（2014年、UULA） - 企画プロデューサー
- ソイカレ（2015年、UULA） - 企画プロデューサー
- どす恋 ミュージカル（2015年、UULA） - プロデューサー

### テレビバラエティ
- 戦国鍋TV 〜なんとなく歴史が学べる映像〜（2010年） - 助監督・CG・VFX

### テレビアニメ
- シャイニング・ハーツ 〜幸せのパン〜（2007年） - 宣伝プロデューサー